# Eduard Dauves Deker
Eduard Dauves Deker (hol. Eduard Douwes Dekker, 2. mart 1820 - 19. februar 1887) poznatiji pod književnim pseudonimom Multatuli, smatra se jednim od najznačajnijih nizozemskih pisaca. Poznat je po romanu „Maks Havelar - Licitacije kafe Holandskog trgovačkog društva” (hol. Max Havelaar, De koffij-veilingen der Nederlandsche Handel-Maatschappij, 1860) u kom je oštro osudio socijalne nepravde holandske kolonijalne uprave. Roman je proglašen  za najznačajnije literarno ostvarenje na nizozemskom govornom području. Preveden je na 42 jezika, a indonežanski pisac Pramuđa Ananta Tur ga je 1999. u Njujork Tajmsu opisao kao ,,knjigu koja je ubila kolonijalizam’’.

## Biografija
Eduard Dauves Deker je rođen u Amsterdamu. Njegova majka Sitske Klejn je bila domaćica poreklom iz Amelanda, a otac Engel Dauves Deker bio je kapetan na brodu. 
Pohađao je latinsku školu u Singelu. Otac je želeo da postane ministar, međutim napušta školu tri godine kasnije bez diplome i zapošljava se u tekstilnoj firmi. 1838. godine odlazi sa ocem u Bataviju, u Holandsku Indiju (sadašnja Indonezija) i tamo započinje činovničku karijeru. 
10. aprila 1846. godine, Dauves Deker stupa u brak sa Tinom van Vejnbergen sa kojom dobija dvoje dece: sina Edu 1854. godine i ćerku Noni 1857. Dauves Deker je pored svoje žene imao i puno ljubavnica, pogotovo nakon povratka u Holandiju i početka književne karijere. 

## Zvaničnik u Holandskoj istočnoj Indiji
Dauves Deker je 12. oktobra 1842. godine imenovan  za upravnika okruga Natala na zapadnoj obali Sumatre. Međutim, pod njegovom upravom došlo je do manjka novca zbog čega je dobio ukor od guvernera zapadne obale Sumatre, a kasnije je i suspendovan.
Nije dokazano da je Dauves Deker u potpunosti bio odgovoran za manjak novca. Zbog učešća u lokalnim sukobima, nije imao vremena da se bavi finansijama. Prema onome što je opisano u knjizi ,,Maks Havelar”, deficit datira pre njegovog dolaska i nastao je zbog lošeg rukovodstva i administracije. Regionalni sekretar Van de Ven, koji je preuzeo upravni odbor suspendovanog Dauvesa Dekera, obavestio je guvernera da upravo Dauves Deker stoji iza svih grešaka i zanemarivanja propisa. Suspenizija je bila definitivna i Dauves Deker je premešten na Javu.

## Slučaj Lebak
Nakon dolaska u Bataviju krajem 1855. godine, Dauves Deker je imenovan za zamenika guvernera provincije Lebak na Javi. Na toj funkciji je stekao uvid u suštinu kolonijalnog sistema i nemilosrdno izrabljivanje stanovništva od strane sopstvenih glavešina i kolonizatora. Smatrao je da može da dokaže da je njegovog prethodnika Karolusa otrovao regent. Dana 29. marta 1856. godine, zatražio je razrešenje dužnosti nakon što je holandska vlada Istočne Indije odbacila optužnicu protiv Karte Nata Negare, regenta okruga Lebak, koji se nemilosrdno ophodio prema stanovništvu. Ubrzo se vraća u Evropu gde je, kao običan građanin, nekoliko godina lutao po Holandiji, Belgiji, Nemačkoj i Francuskoj. 

## Nastanak i objavljivanje knjige ,,Maks Havelar”
Nakon povratka u Evropu, Dauves Deker se inspirisan sopstvenim iskustvom posvetio književnom stvaralaštu. 1859. godine je u Briselu napisao knjigu ,,Maks Havelar, Licitacije kafe Holandskog trgovačkog društva” (nizozemski: Max Havelaar, De koffij-veilingen der Nederlandsche Handel-Maatschappij, 1860) u kojoj je opisao dešavanja na Javi. Likom Batavusa Drohstopela, ukazao je na prototip holandskog malograđanina i hipokrite. U knjizi su takođe opisane diskusije o kolonijalizaciji kao i zvanična dokumenta kojima je Dauves Deker imao pristup dok je radio u Lebaku. 
Dauves Deker je pisao knjigu u periodu od 16. septembra do 13. oktobra 1859. godine, a potom je još tri nedelje radio na završnoj verziji. Knjiga je izazvala mnoštvo kritika. Dauvesu Dekeru je obećano da će ga zaposliti u Surinamu ili Holandskim Antilima, pod uslovom da odustane od objavljivanja knjige. Međutim, objavio je knjigu. 
U maju 1860. knjiga je objavljena u Amsterdamu. Kako bi oslabio političku poruku koju je Dauves Deker želeo da prenese široj javnosti, izdavač Van Lenep izmenio je godine i preimenovao sva mesta koja bi mogla da budu prepoznatljiva. Takođe je i sama knjiga bila preskupa za to vreme, što ju je učinilo dostupnom isključivo građanskoj klasi. Usledile su dve tužbe i obe je Dauves Deker izgubio 1861. godine. 
Reakcije o knjizi u Holandiji su se razlikovale, od šokantnog odbijanja do strastvenog divljenja. Knjiga je uprkos svemu čitana širom Evrope. Međutim, Dauves Dekera su uglavnom hvalili zbog forme i stila, a manje za slučaj Lebak i sudbinu lokalnog stanovništva. Bio je razočaran, želeo je da obnovi holandsku vladu i preuzme vodeću poziciju u holandskoj istočnoj Indiji, kako bi tamo došlo do neophodnih promena. Nakon neuspelog pokušaja, odlučuje da se potpuno posveti pisanju.

## Značaj njegovog rada
Roman ,,Maks Havelar - Licitacije kafe Holandskog trgovačkog društva” proglašen je za najznačajnije literarno ostvarenje na nizozemskom govornom području, ne samo zbog angažovane tematike već i izuzetno modernog književnog postupka kojim je harmonično povezao različite stilove i žanrove.
O vanvremenosti njegovog dela svedoči i činjenica da su ga izuzetno cenile mnoge generacije pisaca, počev  od Generacije osamdesetih pa do savremenih autora poput Luja Paula Bona i Jana Volkersa. Njegova dela su od internacionalnog značaja. Zahvaljujući prevodima na preko 30  različitih jezika, mnogi strani pisci su bili  upoznati sa njegovim delom. Mnoga njegova književna dela prevedena su na nemački jezik između 1900. i 1910. godine, a neka od njih poslužila su i kao inspiracija za razvoj feminističkog pokreta u Nemačkoj. Karl Marks i Sigmund Frojd su ga veoma cenili, čak su i pokušali da čitaju njegova dela na izvornom jeziku. Roman ,,Maks Havelar’’ je tek 1996. godine preveden direktno sa holandskog na srpski jezik, a do tada je postojao samo hrvatski prevod Ive Hergešića iz 1946. preveden sa nemačkog na srpski.

## Bibliografija
1859 - Geloofsbelydenis (verschenen in het vrijdenkerstijdschrift De Dageraad)
1859 - Brief aan de kiezers te Amsterdam omtrent de keuze van een afgevaardigde in verband met Indische specialiteiten en batige Saldo's, Amsterdam, J. de Ruyter
1860 - Indrukken van den dag
1860 - Max Havelaar of de koffij-veilingen der Nederlandsche Handel-Maatschappy
1860 - Brief aan Ds. W. Francken Azn.
1860 - Brief aan den Gouverneur-Generaal in ruste
1860 - Aan de stemgerechtigden in het kiesdistrikt Tiel
1860 - Max Havelaar aan Multatuli
1861 - Het gebed van den onwetende
1861 - Wys my de plaats waar ik gezaaid heb
1861 - Minnebrieven
1862 - Over vrijen arbeid in Nederlandsch Indië en de tegenwoordige koloniale agitatie (brochure)
1862 - Brief aan Quintillianus
1862 - Ideën I (bevat onder andere de roman De geschiedenis van Woutertje Pieterse)
1862 - Japansche gesprekken
1863 - De school des levens
1864-1865 - Ideën II
1864 - De bruid daarboven. Tooneelspel in vijf bedrijven (toneelstuk)
1865 - Bloemlezing door Multatuli, Amsterdam, R.C. Meijer, p. 1-296
1865 - De zegen Gods door Waterloo
1865 - Franse rymen
1865 - Herdrukken
1865 - Verspreide stukken (overgenomen uit de Herdrukken)
1867 - Een en ander naar aanleiding van Bosscha's Pruisen en Nederland
1869-1870 - Causerieën
1869 - De maatschappij tot Nut van den Javaan
1870-1871 - Ideën III
1870-1873 - Millioenen-studiën
1870 - Divagatiën over zeker soort van Liberalismus
1870 - Nog eens: Vrye arbeid in Nederlandsch Indië
1871 - Duizend en eenige hoofdstukken over specialiteiten (satirische verhandeling)
1872 - Brief aan den koning
1872 - Ideën IV (bevat onder andere het toneelstuk Vorstenschool)
1873 - Ideën V
1873 - Ideën VI
1874-1877 - Ideën VII
1875 - Vorstenschool, drama in 5 bedrijven (4 drukken in 1875)
1876 - Bloemlezing door Heloïse  Mimi Hamminck Schepel), Amsterdam, G.L. Funke
1887 - Onafgewerkte blaadjes
1891 - Aleid. Twee fragmenten uit een onafgewerkt blyspel (toneelstuk) 
1880 - De geschiedenis van Woutertje Pieterse. Uit zijn Ideën verzameld door zijne Weduwe, 2 delen
1888-1889 - Verzamelde Werken Eerste naar tijdorde gerangschikte uitgave bezorgd door zijne weduwe (tien delen)
1919 - Bloemlezing uit Multatuli's werken (een keur uit zijn werken, ingeleid door J. van den Berg)
1937 - Bloemlezing (verzameld en ingeleid door Julius Pée)
1950-1995 - Volledige Werken (25 delen) (redactie Garmt Stuiveling en Hans van den Bergh)
1955 - Barbertje moet hangen, Verhalen, parabelen, aforismen (verzameld en ingeleid door Garmt Stuiveling)